# 丹·沃林
丹尼尔·盖·沃林（英語：Daniel Guy Wallin，1927年3月13日—2024年4月10日），美国音频工程师。他曾2次提名奥斯卡最佳音响效果奖。自1965年起，沃林曾参与500部以上电影的制作。

## 部分影视作品
- 伍德斯托克音乐节（英语：Woodstock (film)） (1970)[1]
-  (1976)[2]